# Altenwerder
Altenwerder era un quartiere di Amburgo, distrutto per fare spazio agli ampliamenti del porto. Attualmente il territorio è compreso nel quartiere denominato Moorburg e Altenwerder.

## Storia
Nel 1937 la cosiddetta "legge sulla Grande Amburgo" decretò la cessione del comune di Altenwerder dalla Prussia al Land di Amburgo.